# Jack Haley

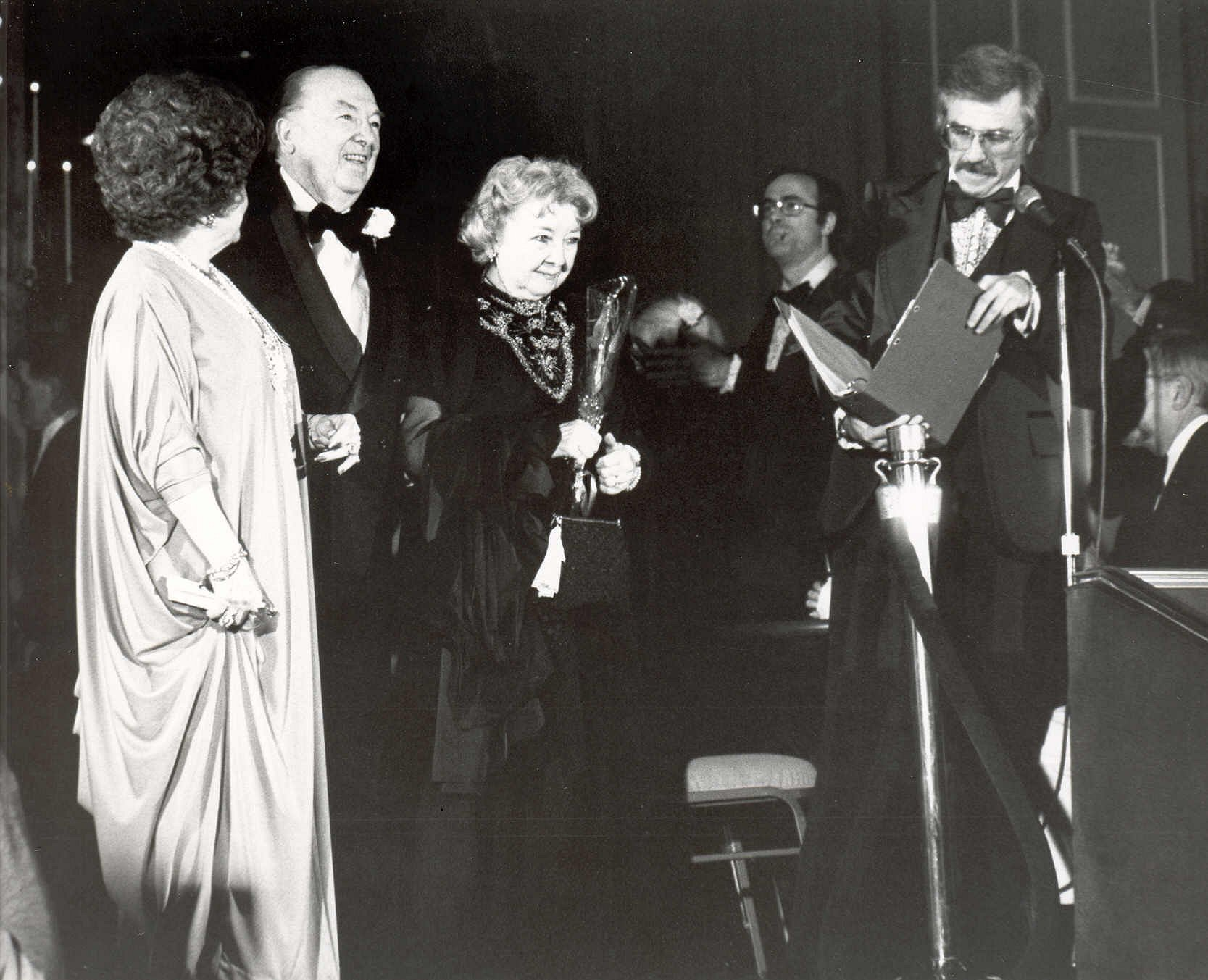
Jack Haley (zweiter von links) am 30. Mai 1979, eine Woche vor seinem Tod.
Foto: Alan Light

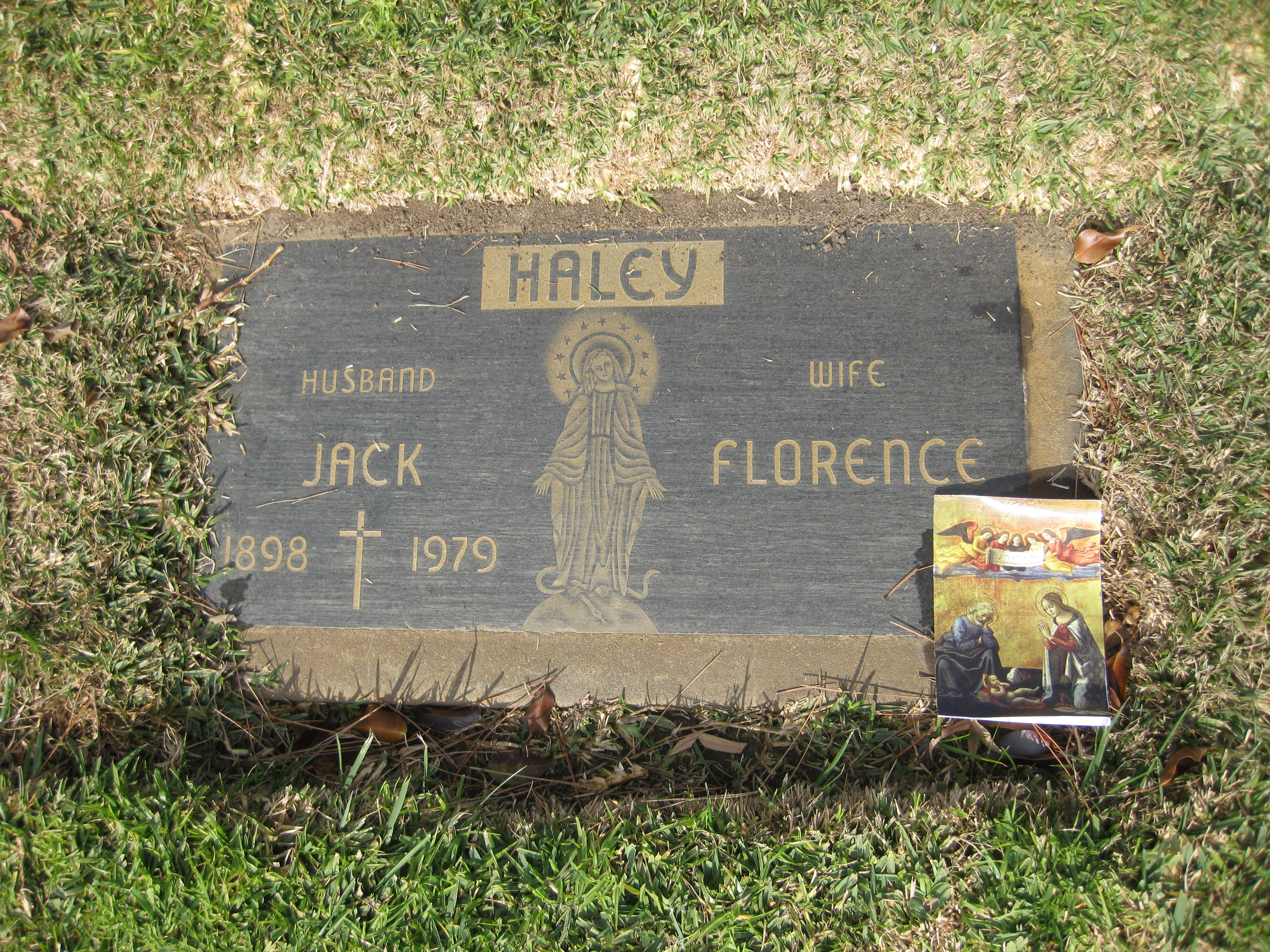
Jack Haleys Grab

John Joseph Haley (* 10. August 1897 in Boston; † 6. Juni 1979 in Los Angeles) war ein US-amerikanischer Schauspieler, Sänger und Tänzer. Seine bekannteste Rolle wurde der „Zinnmann“ im Filmklassiker Der Zauberer von Oz aus dem Jahr 1939. 

## Leben
Der Sohn irischstämmiger Eltern arbeitete zunächst auf Wunsch seines Vaters für kurze Zeit als Elektriker, ehe er sich mit 18 Jahren dem Showgeschäft zuwandte. Er begann seine Bühnenkarriere in den damals populären an Vaudeville-Theatern. Dort trat er als singender und tanzender Komödiant auf. 1927 machte er sein Filmdebüt. Er etablierte sich zunehmend als prominenter Bühnen-, Radio- und Filmkomödiant durch die Verkörperung von witzigen, oft weichherzigen Figuren. In den frühen 1930er Jahren wirkte Haley in komödiantischen Kurzfilmen (Vitaphone) mit, später stand er bei 20th Century Fox unter Studiovertrag. Er spielte mit Shirley Temple in den Filmen Poor Little Rich Girl (1936) und Rebecca of Sunnybrook Farm (1938). Ebenfalls war er 1938 in der Verfilmung von Irving Berlins Alexander’s Ragtime Band zu sehen.
Weltweite Bekanntheit erreichte Jack Haley vor allem durch die Rolle des Zinnmann im Filmklassiker Der Zauberer von Oz (1939). Buddy Ebsen, der die Rolle eigentlich spielen sollte, bekam von dem im Make-Up enthaltenen Zinnstaub ernsthafte gesundheitliche Probleme und musste die Rolle aufgeben. In den 1940ern drehte Haley vor allem für das Studio RKO Pictures. Circa 1947 zog er sich bis auf wenige spätere Ausnahmen aus dem Showgeschäft zurück, stattdessen wurde er mit dem verdienten Geld im Immobiliengeschäft tätig. Haley war hierbei sehr erfolgreich und wurde Millionär. In dem Musicalfilm New York, New York von Martin Scorsese hatte er 1977 eine selbstbezügliche Nebenrolle als Zeremonienmeister, was zugleich seine letzte Rolle wurde.
Von 1921 bis zu seinem Tod war Haley mit Florence McFadden verheiratet. Aus der Ehe gingen ein Sohn und eine Tochter hervor. Sein Sohn, der Filmproduzent Jack Haley Jr. (1933–2001), war von 1974 bis 1979 mit Liza Minnelli verheiratet. Tochter Gloria Haley († 2010) veröffentlichte 1978 unter dem Titel The Heart of the Tin-Man die Biografie ihres Vaters. Jack Haley starb im Juni 1979 in Los Angeles an einem Herzinfarkt und wurde auf dem Holy Cross Cemetery in Culver City beigesetzt. Er wurde in der Kategorie „Radio“ mit einem Stern auf dem Hollywood Walk of Fame geehrt (6435 Hollywood Boulevard).

## Filmografie (Auswahl)
- 1927: Broadway Madness
- 1930: Follow Thru
- 1933: Mr. Broadway
- 1933: Sitting Pretty
- 1934: Here Comes the Groom
- 1935: Spring Tonic
- 1936: F-Man
- 1936: Der springende Punkt (Pigskin Parade)
- 1936: Armes, reiches Mädel (Poor Little Rich Girl)
- 1936: Mr. Cinderella
- 1937: Sternschnuppen (Pick a Star)
- 1937: Danger – Love at Work
- 1938: Shirley auf Welle 303 (Rebecca of Sunnybrook Farm)
- 1938: Alexander’s Ragtime Band
- 1939: Der Zauberer von Oz (The Wizard of Oz)
- 1941: Allotria in Florida (Moon Over Miami)
- 1942: Mabok, der Schrecken des Dschungels (Beyond the Blue Horizon)
- 1943: Higher and Higher
- 1944: Take It Big
- 1945: Scared Stiff
- 1945: George White’s Scandals
- 1945: Sing Your Way Home
- 1946: People Are Funny
- 1946: Vacation in Reno
- 1963: Amos Burke (Burke’s Law, Fernsehserie, Folge 1x14)
- 1970: Norwood
- 1972: Dr. med. Marcus Welby (Marcus Welby, M.D., Fernsehserie, Folge 4x06)
- 1977: New York, New York